# Angra do Heroísmo
Angra do Heroísmo is een plaats en gemeente in het Portugese autonome gebied en eilandengroep Azoren.
De gemeente heeft een totale oppervlakte van 239 km² en telde 35.581 inwoners in 2001. De gemeente ligt op het eiland Terceira.
Het gelijknamige stadje telt ongeveer 21.000 inwoners.
De naam van de stad betekent "Baai van de heldenmoed", en slaat op de strijd die de bewoners van de Azoren hebben gevoerd in 1828 tegen het leger van Miguel, de koning van Portugal.

## Werelderfgoed
Het historische centrum van Angra do Heroísmo werd in 1983 geclassificeerd als werelderfgoed door UNESCO. Met name de 400-jaar oude fortificaties Forte de São Sebastião en Fortaleza de São João Batista worden hierbij genoemd als "unieke voorbeelden van militaire architectuur".

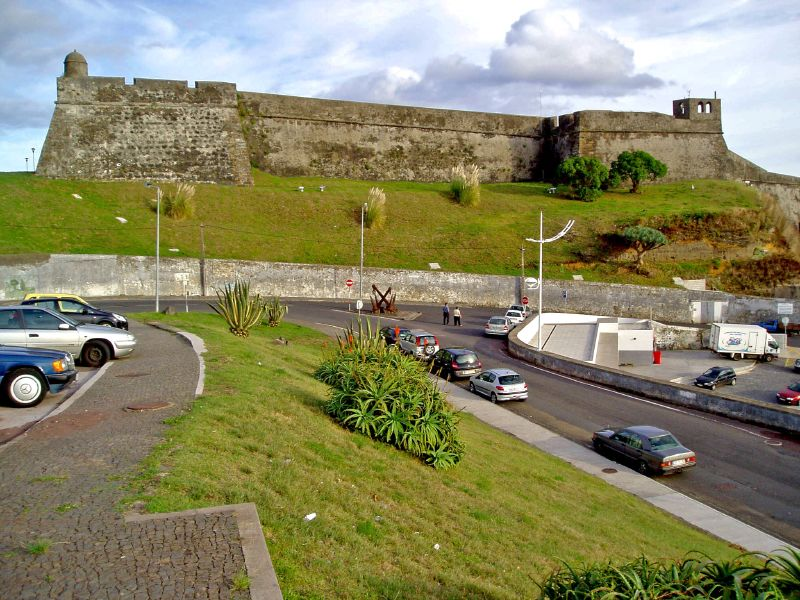
Forte de São Sebastião

## Freguesias in gemeente Angra do Heroísmo
- Altares
- Cinco Ribeiras
- Doze Ribeiras
- Feteira
- Nossa Senhora da Conceição
- Porto Judeu
- Posto Santo
- Raminho
- Ribeirinha
- Santa Bárbara
- Santa Luzia
- São Bartolomeu de Regatos
- São Bento
- São Mateus da Calheta
- São Pedro
- Sé
- Serreta
- Terra Chã
- Vila de São Sebastião

## Bekende inwoners van Angra do Heroísmo

### Geboren
- Eliseu (1983), voetballer
- Catarina Vieira (1996), politica

### Overleden
- Paulo da Gama (ca.1465-1499), zeevaarder en ontdekkingsreiziger